# Estación Jocolí
Jocolí es una estación ferroviaria ubicada en la ciudad del mismo nombre, Departamento Las Heras, Provincia de Mendoza, República Argentina.

## Servicios
No presta servicios de pasajeros. Por sus vías corren trenes de carga de la empresa estatal Trenes Argentinos Cargas.

## Historia
En el año 1885 fue inaugurada la Estación, por parte del Ferrocarril Buenos Aires al Pacífico, en el ramal de Mendoza hasta la estación San Juan.